# Герингия

Герингия (лат. Heringia senilis) — редкий вид мух-журчалок (Syrphidae) из рода Heringia. Включён в Красную книгу Узбекистана.

## Распространение
Южная Европа, Кавказ, Крым, Казахстан, Узбекистан. В России отмечен на Северном Кавказе (Кабардино-Балкария) и в Западной Сибири. Украина: известны находки из Луганской области, из Одесской области и Крыма.
В Узбекистане отмечен в урочище Аксаката (Чаткальский хребет), Хаят (хребет Нуратау). Населяет горные широколиственные леса на высоте 1300—1800 м н.у.м.

## Описание
Мелкие мухи-журчалки с чёрным телом (внешне сходные с представителями рода Pipizella). Голова с ровным лицом (без срединного бугорка), 3-й членик усиков длинный. Лоб округло-выпуклый. Ноги тонкие. Задний вертлуг самца часто с длинным палочковидным выростом или стернит брюшка с бородавкоподобным бугорком. Крылья прозрачные. Лоб самок обычно блестящий.
Лёт имаго отмечается с апреля по май. Взрослые мухи питаются на зонтичных растениях (Apiaceae), а также на представителях семейства сложноцветные (Asteraceae). Личинки хищники и питаются галловыми тлями на вязах
(Ulmus). Вид был впервые описан в 1938 году немецким диптерологом Пиусом Саком (Pius Sack; 1865—1946).
Численность сокращается и в различные годы варьирует от единичных особей до 1 особи на 100 м² в локальных популяциях. Лимитирующие факторы: вырубка древесно-кустарниковой растительности, уничтожение кормовых растений.